# Raid auf Tazinskaja
Der Raid auf Tazinskaja war eine Panzeroperation der Roten Armee im Deutsch-Sowjetischen Krieg. Das sowjetische 24. Panzerkorps durchbrach in einem Raid während der Operation Kleiner Saturn die deutsche Front und stieß tief ins Hinterland vor. Dabei unterbrach es die Luftversorgung des Stalingrader Kessels und erzwang zusammen mit zwei weiteren durchgebrochenen Panzerkorps den Abbruch des Unternehmens Wintergewitter zur Befreiung der dort eingeschlossenen 6. Armee.

## Verlauf
Am 18. Dezember wurde das 24. Panzerkorps (bestehend aus der 4. Garde-, der 54. und 130. Panzerbrigade, sowie der 24. motorisierte Schützenbrigade) unter General W. M. Badanow in den 15 km breiten Durchbruch bei der italienischen 8. Armee eingeführt. Es verfügte über 96 T-34 und 63 T-70 sowie 8 BM-13 Katjuscha-Raketenwerfer. Insgesamt waren es 500 Fahrzeuge mit dem Befehl des Generals Watutins, die Flugplätze bei Tazinskaja am 23. Dezember zu erreichen. Hier waren unter dem Transportfliegerführer 2 die I./KG 51 mit der Ju 88, die KGr. z.b.V. 50, die KGr. z.b.V. 500, die KGr. z.b.V. 700 und die KGr. z.b.V. 900 mit der Ju 52, sowie die KGr. z.b.V. 21 und die KGr. z.b.V. 22 mit der Ju 86 stationiert, die den größten Teil der Luftversorgung der in Stalingrad eingeschlossenen deutschen Truppen durchführten.
Ein Soldat des in der Nähe operierenden 17. Panzerkorps schrieb:

„Durch die scheinbar endlose Donezsteppe jagen durch den eisigen Wintersturm, den Schnee hoch aufwirbelnd, die Panzer. Die Steppe ist in dichtwallenden weißen Nebel gehüllt. Der Schnee dringt durch alle Ritzen in die Fahrzeuge und nimmt die Sicht. Große Schneewehen und verdeckte Löcher erschweren die Fahrt. Es ist hundekalt. Die Hände erstarren am Steuerknüppel. Das frostkalte Eisen brennt wie glühendes Metall … Aber die Panzer rollen.“

Nach einem von Kämpfen begleiteten Vorstoß von 240 Kilometern erreichten Badanows Panzer am Morgen des 24. Dezember Tazinskaja mit den dort befindlichen großen Vorratslagern. Die dort stationierten Transportflugzeuge führten einen Alarmstart durch. Etwa 20 Panzer versuchten, sie daran zu hindern, trotzdem konnten die Flugzeuge größtenteils entkommen.
Der Flugzeugkonstrukteur Alexander S. Jakowlew schreibt, dass Stalin ihn und den Volkskommissar für die Flugzeugindustrie Alexei I. Schachurin anrief, von der Einnahme Tazinskajas berichtete und fragte, wie man Flugzeuge möglichst schnell zerstören könne, da sich die Panzereinheiten nicht lange werden halten können. Sie empfahlen nach kurzer Beratung, mit den Panzern über die Heckteile der Flugzeuge zu fahren.

## Flugzeugverluste
Das Sowinformbüro meldete am 27. Dezember 1942, dass 300 Flugzeuge in die Hand der sowjetischen Truppen gefallen seien. Dazu noch weitere 51, die noch auf Eisenbahnwagen verladen waren. Nach einem Tagebucheintrag vom 24. Dezember 1942 von Martin Fiebig konnten von den 180 auf dem Flugplatz befindlichen Flugzeugen 108 Junkers Ju 52 und 16 Ju 86 entkommen. Laut Bericht eines Augenzeugen zählte man bei der Wiedereroberung des Flugplatzes am 28. Dezember „40 zerstörte Ju’s“. Nach einer Aufstellung der zur Luftversorgung von Stalingrad eingesetzten Transportmaschinen des Oberkommandos der Luftwaffe fiel der Ist-Bestand zwischen dem 24. Dezember und 26. Dezember schlagartig um 45 Ju 52 und 20 Ju 86.
Der General Paul Deichmann berichtet in seinen Erinnerungen, dass er beobachtete, wie Hermann Göring auf die Nachricht, dass die Flugplätze Tazinskaja und Morosowskaja wahrscheinlich verloren seien, an seinem Schreibtisch den Kopf auf die Hände stützte und wie ein Wolf heulte.

## Unterbrechung der Luftversorgung
Die Versorgungsleistung fiel am 24. Dezember auf 0 Tonnen und am 25. Dezember auf 7 Tonnen. Am 25. Dezember abends teilte der 1. Quartiermeister der 6. Armee Kunowski dem Oberquartiermeister der Heeresgruppe Don Finck mit, dass die Versorgungslage „durch den Ausfall von 2 Tagen recht ernst geworden“ ist. Das Kriegstagebuch des OKW vermerkte für den 25. Dezember: „Luftversorgung infolge Schneesturms nicht möglich.“
Am 23. Dezember musste das 57. Panzerkorps, das den Entsatzstoß auf Stalingrad führte, zur Verteidigung übergehen. Bei der 6. Panzerdivision hoffte man nun auf das „Unternehmen Donnerschlag“, dass die 6. Armee dem 57. Panzerkorps entgegen stößt und so die Verbindung herstellt. Man konnte sich nicht vorstellen, dass eine ganze Armee nicht in der Lage wäre, nach nur 4 Wochen Einschließung die 54 Kilometer Abstand zu überwinden, man konnte nachts schon die Front der 6. Armee aufflackern sehen. Jedoch verfügte die 6. Armee am 23. Dezember nur über 7,1 % der dafür nötigen Treibstoffmenge und nachdem am 24. und 25. Dezember jede Betriebsstoffzufuhr ausblieb, wurde ein Ausbruch überhaupt illusorisch.
Nach einem Erfahrungsbericht über die Luftversorgung der Festung Stalingrad von General Hans-Valentin Hube fiel durch das nötige Ausweichen auf Ersatzflugplätze die Versorgung zunächst einmal stark ab. Zudem stieg die Strecke der Luftversorgung von 100 Kilometer auf 300 bis 400 Kilometer. Dadurch konnten die Maschinen nicht mehr dreimal täglich einfliegen, sondern nur noch einmal. Und dies nur nachts, weil die Jagdflugzeuge so weit keinen Jagdschutz fliegen konnten.

## Gegenangriff
Zur Abwehr der durchgebrochenen sowjetischen Panzerkorps mussten die 11. Panzerdivision und die 6. Panzer-Division herangeführt werden und dadurch der Entsatzangriff auf Stalingrad abgebrochen werden. Bei deren Gegenangriff wurde Badanows Korps selbst eingeschlossen, konnte aber ausbrechen. Laut Kriegstagebuch des OKW konnten nur 12 Panzer ausbrechen. Der Kommandeur der 11. Panzer-Division, Hermann Balck, behauptet in seinen Erinnerungen, dass 12 sowjetische Panzer und 30 LKW ausbrachen und diese vernichtet werden konnten, als die LKW an einem Bach festlagen. Nach ihm wurde der Angriff lediglich mit 20 einsatzbereiten Panzern begonnen, von denen 10 bis 12 während des Kampfes ausfielen.